# Château de La Verdière
Le château de La Verdière est un château du Xe siècle classé monument historique situé sur la commune de La Verdière dans le Var. 
Grâce à de profondes transformations au XIVe siècle et du XVIe au XVIIIe siècle, il est encore aujourd'hui le plus grand château de Provence par sa superficie. Ses décors intérieurs réputés, notamment de gypseries, sont considérés comme les plus beaux de Provence. 

## Histoire

### Moyen Âge
Juché au sommet du village éponyme, le château de la Verdière embrasse un vaste panorama. On peut apercevoir au nord, les villages de Moustiers-Sainte-Marie et de Castellane ; à l'ouest, le Mont Ventoux et le Luberon ; au sud-ouest, les montagnes de la Sainte-Baume et de la Sainte-Victoire et enfin au sud-est, la chaîne des Maures.
En 980, la famille de Castellane, une des plus anciennes et illustres familles de Provence, édifie une forteresse : la Verdière. Après avoir appartenu aux comtes de Vintimille de 1262 à 1437, l’édifice revient de nouveau à la maison des Castellane puis entre, en 1613, dans la famille des comtes de Forbin. Ce sont ces trois grandes familles qui offrirent au château de la Verdière une architecture si particulière née de ces différentes périodes d’aménagement.
Au Xe siècle, le bâtiment originel, orienté nord-ouest/sud-est, était composé de deux salles superposées :
- la salle basse, construite dans la déclivité du rocher ;
- la seconde salle pouvant contenir deux à trois cents hommes.

Par son caractère militaire, la Verdière commandait la route menant d'Arles à Castellane.
L'église paroissiale actuelle du village, orientée nord-sud, remplace la chapelle castrale primitive. Elle est adossée à l'aile occidentale du château.
Au XIIIe siècle, c’est sous l’égide de la maison de Vintimille, que la Verdière connaît ses premiers grands travaux, lui faisant perdre peu à peu son caractère militaire. Conservant sa forme primitive, le château s’agrandit considérablement et un donjon s’ajoute à l’édifice. Une église, de style roman, remplace alors la petite chapelle. Au XVe siècle, le château revint par succession à la famille de Castellane.
De 1437 à 1613, le château connaît une nouvelle période de travaux. Le donjon est démoli mais l’édifice se développe vers le nord. Un nouveau bâtiment est construit du côté de la cour ainsi que des salles voûtées en contrebas des terrasses abritant les écuries. Devant celles-ci un jardin appelé « le manège » est aménagé. Enfin, l’église se dote d’un clocher afin d’abriter le presbytère. N’appartenant plus au château, c’est aujourd’hui l’église du village dont l’architecture n’a guère changé depuis sept siècles.

### Ancien Régime
Au XVIIe siècle, par le mariage d'Aymare de Castellane avec Vincent-Anne de Forbin-Maynier, le château échut à la famille des Forbin. Ne demeurant pas au château, ils le transforment peu. Les Forbin ajoutent cependant une tour à l’angle des terrasses ainsi qu’un grand escalier à double rampe pour accéder à celles-ci. Une tribune au-dessus d’une des chapelles de l’église est également ajoutée afin de permettre au seigneur d’assister aux offices à l’abri des regards.
En 1750, Louis-Roch de Forbin, brillant officier du roi, se retire à la Verdière. Pendant dix-sept ans, de vastes travaux sont entrepris et donnent à l’édifice l’aspect qu’il possède aujourd’hui. La demeure ainsi aménagée en véritable château d’agrément comprend une terrasse de 40 m de long, vingt-deux salons, une grande salle à manger, deux cuisines, une salle de bal mesurant plus de 30 m de long, une bibliothèque, une salle des archives, de nombreuses chambres de maîtres jouxtées de cabinets de dépendances, salle de bains, chambres de domestiques, une lingerie…
L'ensemble du château se voit doté d'abondants décors de gypseries sur plusieurs milliers de mètres carrés qui font du château le plus grand ensemble de gypseries de France. Ces décors de gypse typiquement provençaux ornent l'ensemble des murs des salons et des chambres de parade, mais aussi les pièces secondaires. Il devient à cette époque le plus vaste château de Provence et abrite de mémorables parties de chasse et de brillantes réceptions.
Le château et son parc sont entièrement classés aux monuments historiques depuis 1986. Non ébranlé par les différentes guerres, le château de la Verdière en connut cependant quelques-unes. 
Les guerres de Religion (1562-1598), pour lesquelles les seigneurs mêmes de la Verdière étaient très actifs, ne laissa guère de séquelles à l’édifice, si ce n’est le clocher de l’église qui fut détruit. La Révolution française fit plus de dégâts. En l’absence de Louis-Roch de Forbin, les villageois pillèrent le château qui fut ensuite ajouté aux biens nationaux confisqués par le nouveau régime. Le château après avoir perdu portes, fenêtres et toiture fut menacé de démolition. Le département promit 30 000 francs à qui le démolirait. Sa destruction menaçant les habitations situées en contrebas, personne n’encourut ce risque. Les révolutions suivantes (1830, 1848 et 1870) furent plus clémentes.
Un événement fut cependant longtemps gravé dans les mémoires. En 1851, un contingent révolutionnaire se rendant à Aups où se déroulait une insurrection, s’arrêta à la Verdière. Sur ordre du colonel responsable des troupes, huit cents hommes, infanterie et artillerie, furent logés à l’intérieur de l’enceinte du château.

### Le château aujourd'hui
Ce grand château privé, avec ses 365 portes et fenêtres et ses bâtiments de 5000 m2, était promis à la ruine en raison d'une période d'abandon, et prenant l'eau et l'humidité de toute part, s’il n’avait été sauvé en 2003 par son actuel propriétaire,.
La propriété, encore habitée, est ouverte à la visite avec un conférencier.